# Mathias Quéré
Mathias Quéré (* 18. Januar 1986) ist ein französischer Badmintonspieler. 

## Karriere
Mathias Quéré wurde bei den Lithuanian International 2005 Zweiter im Herrendoppel mit Benoit Azzopard. Bei den französischen Meisterschaften gewann er 2012 und 2013 Silber im Doppel. Bei den St. Petersburg White Nights 2012 wurde er Zweiter, bei den Spanish International 2012 und den Dutch International 2013 Dritter.